# Escola soviética (xadrez)
A Escola Soviética de Xadrez é como ficou conhecida a prática do xadrez na União Soviética e os métodos de treinamento e incentivo estatal para o desenvolvimento do esporte. Lenin acreditava nos benefícios do jogo para desenvolvimento do raciocínio lógico, ele como muitos outros bolcheviques eram adeptos do jogo. Como resultado deste incentivo, a URSS produziu ao longo do século XX os campeões mundiais Mikhail Botvinnik, Vassily Smyslov, Tigran Petrosian, Mikhail Tal, Boris Spassky, Anatoly Karpov e Garry Kasparov. Embora a União Soviética seja agora parte do passado a Escola Russa continua produzindo fortes enxadristas tais como Vladimir Kramnik, que também se tornou campeão do mundo.